# Stanley R. Arthur

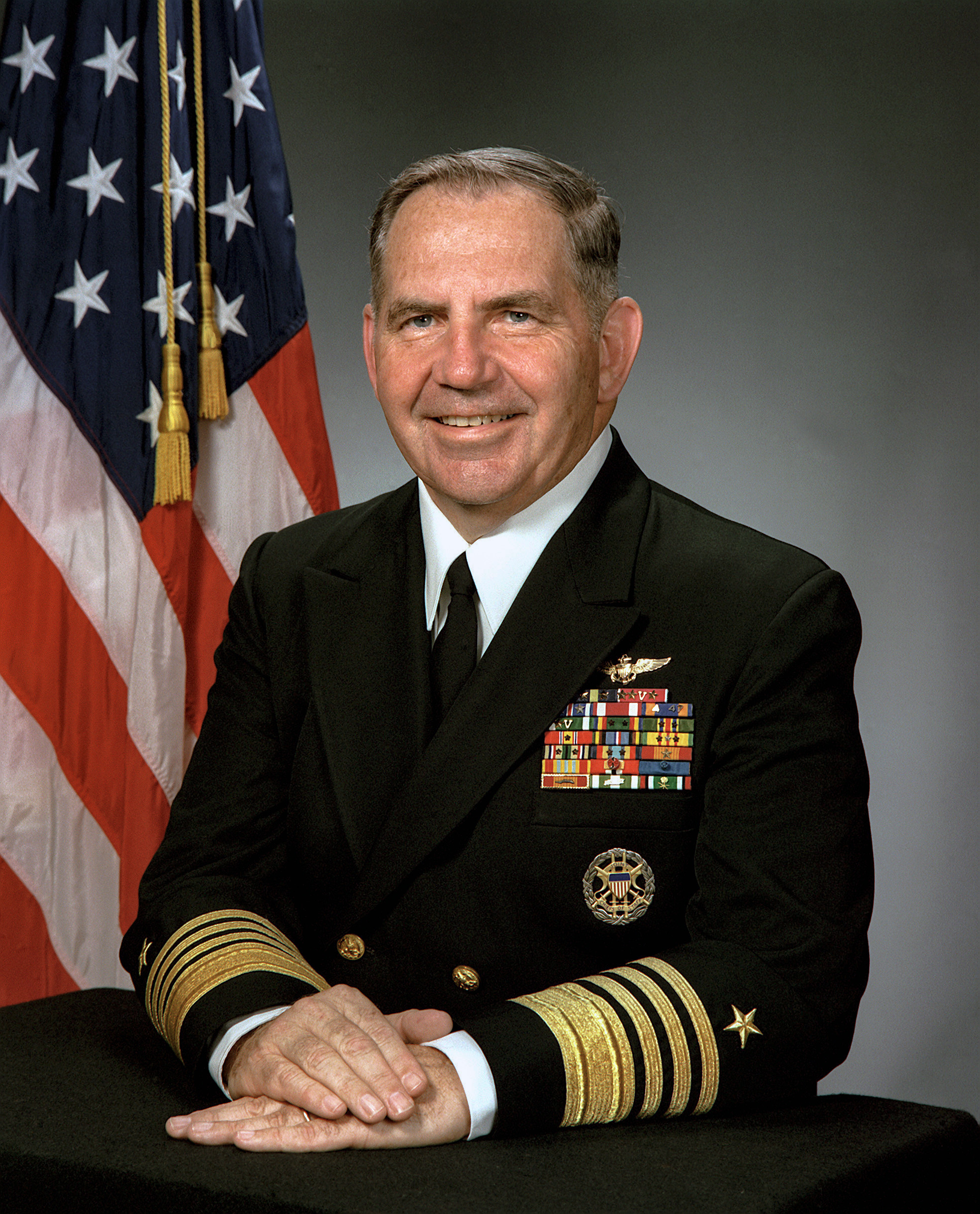
Admiral Stanley R Arthur (1992)

Stanley „Stan“ R. Arthur (* 27. September 1935 in San Diego, Kalifornien) ist ein ehemaliger Admiral der US Navy, der während des Vietnamkrieges mehr als 500 Kampfeinsätze mit Douglas A-4 „Skyhawk“-Kampfflugzeugen flog und wurde dafür elf Mal mit dem Distinguished Flying Cross sowie 51 Mal mit der Air Medal ausgezeichnet, wodurch er zu einem der höchstdekorierten Kampfpiloten dieses Krieges wurde. Zuletzt fungierte er zwischen 1992 und 1995 Vize-Chef des Stabes der Marine (Vice Chief of Naval Operations).

## Leben

### Militärische Ausbildung und Vietnamkrieg
Arthur absolvierte eine Offiziersausbildung im Rahmen  des Naval Reserve Officer Training Corps Program der Miami University und wurde im Juni 1957 als Leutnant zur See in die US Navy übernommen. Im Anschluss absolvierte er seine fliegerische Ausbildung auf dem Marinefliegerstützpunkt Naval Air Station Pensacola und war danach von März bis August 1958 auf dem Marinefliegerstützpunkt Naval Air Station Kingsville eingesetzt. Im Anschluss war zwischen September 1958 und April 1960 Pilot in der U-Jagd-Staffel 21 (Air Anti-Submarine Squadron 21) sowie danach von April 1960 bis Juni 1962 in der U-Jagd-Staffel 29. Daraufhin absolvierte er von Juli 1962 bis Juni 1964 ein postgraduales Studium an der Naval Postgraduate School (NPS) in Monterey und war zwischen Juni 1964 und Februar 1966 Pilot in der Marinefliegerstaffel 1, ehe er von Februar 1966 bis April 1967 stellvertretender Navigationsoffizier auf dem Flugzeugträger Bennington war, folgte zwischen April und Juni 1967 erneute Verwendung auf dem Marinefliegerstützpunkt Naval Air Station Kingsville.
Danach war Arthur während des Vietnamkrieges von Juni bis Dezember 1967 Pilot bei der Angriffsstaffel 125, den sogenannten „Rough Raiders“, sowie zwischen Dezember 1967 und Mai 1970 Ausbildungs- und Operationsoffizier der Angriffsstaffel 55. Danach wechselte Arthur zum Marinefliegerstützpunkt Naval Air Station Lemoore und war in der dort stationierten Angriffsstaffel 122 Instandhaltungs- sowie Waffensystemoffizier und zugleich verantwortlicher Offizier für das dortige Waffenausbildungszentrum. Anschließend war er zwischen Juli 1971 und Juli 1972 erst stellvertretender Kommandeur (Executive Officer) und daraufhin von Juli 1972 bis Juli 1973 Kommandeur (Commanding Officer) der ebenfalls in Vietnam eingesetzten Angriffsstaffel 164, den sogenannten „Ghostriders“.
Während des Vietnamkrieges flog Korvettenkapitän Arthur mehr als 500 Kampfeinsätze mit Douglas A-4 „Skyhawk“-Kampfflugzeugen und wurde dafür mit dem Legion of Merit, elf Mal mit dem Distinguished Flying Cross sowie 51 Mal mit der Air Medal ausgezeichnet, wodurch er zu einem der höchstdekorierten Kampfpiloten dieses Krieges wurde.

### Aufstieg zum General

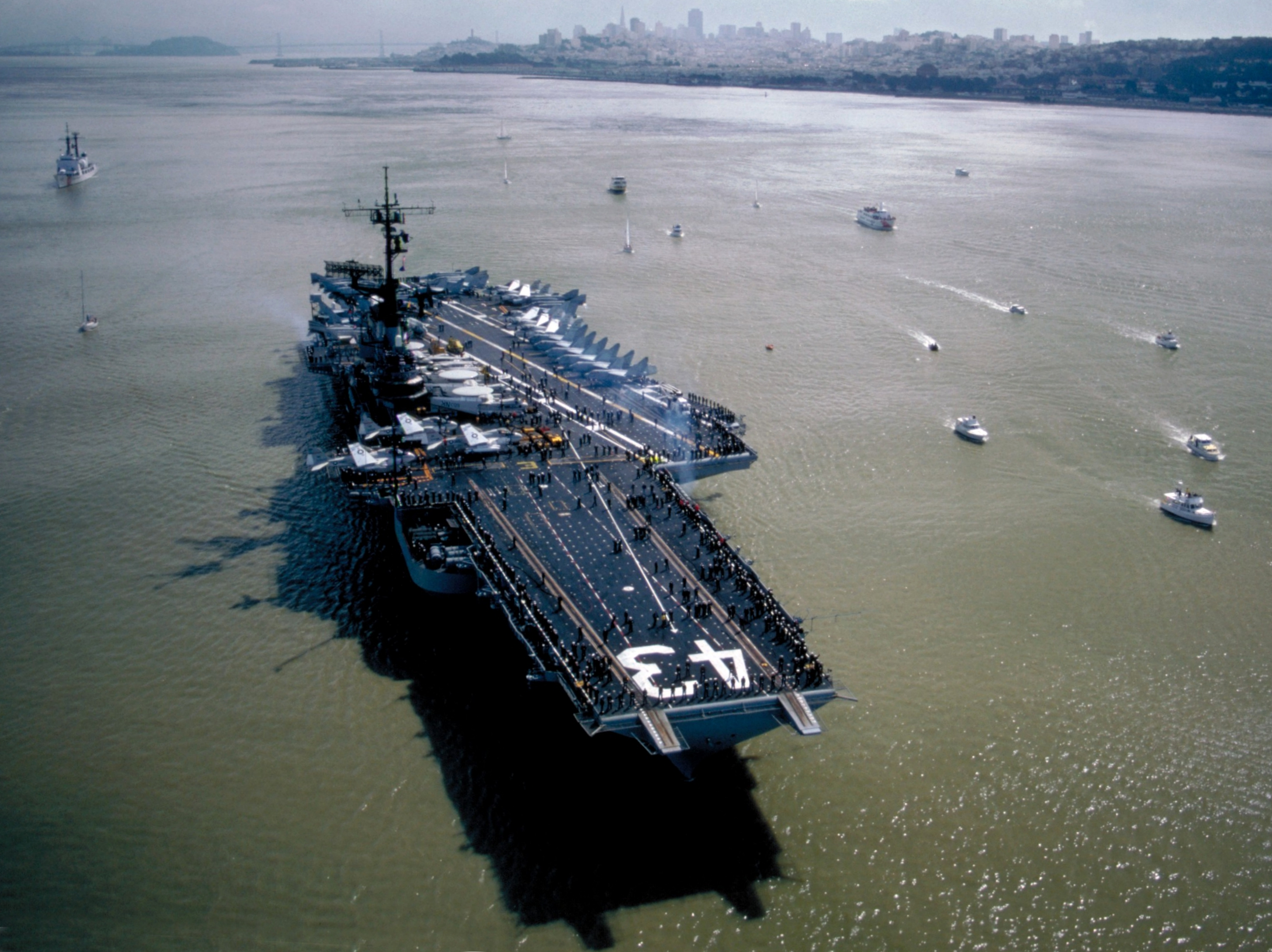
Arthur war von Mai 1978 bis Dezember 1979 Kommandant des Flugzeugträgers Coral Sea

Nachdem Arthur zwischen Juli 1973 und August 1974 das Industrial College of the Armed Forces absolviert hatte, war er von August 1974 bis März 1976 Leiter des Referats für die Auswahl von Stabsoffizieren für fliegerische Einheiten im Marinepersonalamt sowie daraufhin zwischen April 1976 und Dezember 1977 Kommandant des Versorgungsschiffs San Jose. Nach einer Verwendung zwischen Dezember 1977 und Mai 1978 im Marinereaktorwerk NRF (Naval Reactors Facility) in Idaho Falls war er von Mai 1978 bis Dezember 1979 Kommandant des Flugzeugträgers Coral Sea. Anschließend fungierte er zwischen Januar 1980 und Juli 1981 zunächst als Flottenoperationsoffizier sowie zuletzt als Assistierender Chef des Stabes für Planung und Grundsatzpolitik im Hauptquartier der US-Pazifikflotte (US Pacific Fleet) in Pearl Harbor auf Hawaii, ehe er von Juli 1981 bis Dezember 1982 Kommandeur der Schnellen Marineeinsatzkräfte (Rapid Deployment Naval Forces) war.
Arthur war danach zwischen Januar und Juli 1983 Kommandeur der Marineverbände NAVCENT im Zentralkommando der US-Streitkräfte CENTCOM (US Central Command) sowie von Juli 1983 bis Juli 1985 Kommandeur der Flugzeugträgergruppe Sieben (Carrier Group Seven), ehe er zwischen Juli 1985 und Juli 1986 erst Referatsleiter für Planung und Anforderungen der Marineflieger sowie danach von Juli 1986 bis Januar 1988 Leiter der Abteilung Allgemeine Planung und Programme im Büro des Chefs des Marinestabes (Chief of Naval Operations) war. Im Anschluss fungierte er zwischen Februar 1988 und November 1990 als stellvertretender Chef des Marinestabes für Logistik (Deputy Chief of Naval Operations, Logistics) und als Nachfolger von Vizeadmiral Henry H. Mauz, Jr. vom 1. Dezember 1990 bis zu seiner Ablösung durch Vizeadmiral Timothy W. Wright am 3. Juli 1992 als Kommandeur der Siebten US-Flotte (US Seventh Fleet). Als solcher war er in Personalunion zwischen Dezember 1990 und April 1991 abermals Kommandeur der Marineverbände NAVCENT im Zentralkommando der US-Streitkräfte CENTCOM.
Zuletzt löste Arthur im Dezember 1992 Admiral Jerome L. Johnson als Vize-Chef des Stabes der Marine (Vice Chief of Naval Operations) und bekleidete diesen Posten bis April 1995, woraufhin Admiral Joseph W. Prueher seine Nachfolge antrat. Am 1. Juni 1995 schied er nach 38-jähriger Dienstzeit aus dem aktiven militärischen Dienst aus. Für seine Verdienste wurde ihm drei Mal die Navy Distinguished Service Medal sowie drei weitere Mal der Legion of Merit verliehen.

## Auszeichnungen
- Navy Distinguished Service Medal (3×)
- Legion of Merit (4×)
- Distinguished Flying Cross (11×)
- Air Medal (51×)